# Nkuwu a Ntinu del Congo
Nkuwu a Ntinu (transcrito en portugués como Encu a Motino) fue el tercer o cuarto manicongo del Reino del Congo, reinando en la segunda mitad del siglo XV hasta 1470, aproximadamente. 

## Trasfondo
El manicongo Nkuwu a Ntinu era hijo de Lukeni lua Nimi, a quien se consideraba, en la tradición oral, fundador del Reino del Congo. Poco se conoce acerca de Nkuwu a Ntinu o de su reinado. El rey Nkuwu a Ntinu fue el padre de Nzinga a Nkuwu, llamado posteriormente João I, quien le sucedió c. 1470 y reinaba en el país cuando los portugueses entraron por primera vez en escena en 1483, poniendo al Congo en contacto con Europa y la cultura occidental. En ese año, una carabela portuguesa, capitaneada por Diogo Cão alcanzó la desembocadura del río Congo, entablando contacto con miembros del Reino del Congo. 
El rey Nkuwu a Ntinu fue el último de los reyes precristianos del Congo.